# روبن ديلغادو
روبن ديلغادو (بالإسبانية: Rubén Delgado Martín)‏ هو منافس ألعاب قوى إسباني، ولد في القرن العشرين.